# Appelcactus (soort)
De appelcactus (Cereus repandus) is een grote zuilcactus die 10 tot 12 meter hoog kan worden.
De cactus komt van nature waarschijnlijk in het westelijke Caribische gebied en Venezuela voor, maar hij is nu te vinden in veel tuinen in tropische en subtropische gebieden van de wereld. Op de voormalige Nederlandse Antillen wordt de plant verbouwd vanwege zijn vruchten of gebruikt als heg. Hij wordt op Curaçao en Bonaire kadushi genoemd en op Aruba breba. In Zuid-Afrika is het een invasieve soort.
De cactus bloeit 's nachts. De bloemen zijn wit of lichtroze. De vruchten zijn rood en hun smaak herinnert enigszins aan appel. De rest van de plant is ook eetbaar, hoewel de stekels en de harde huid wel verwijderd moeten worden.

## Beeldgalerij

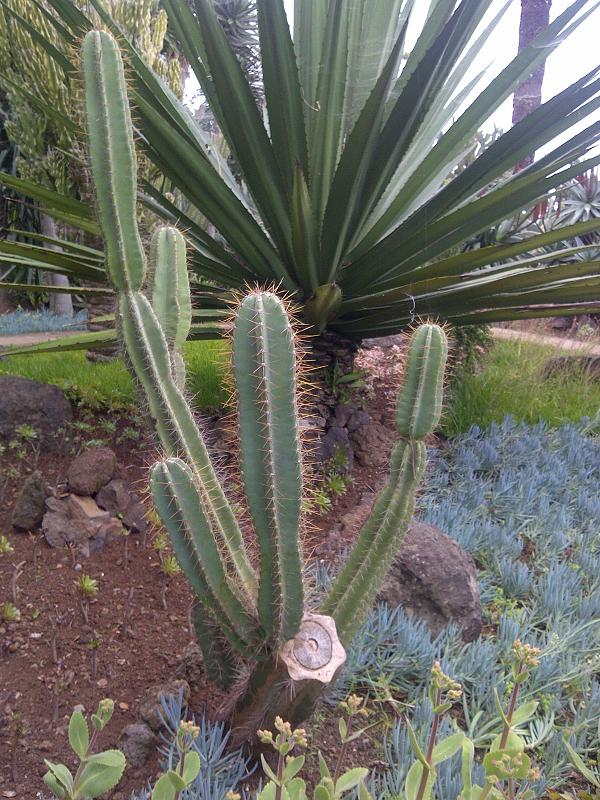
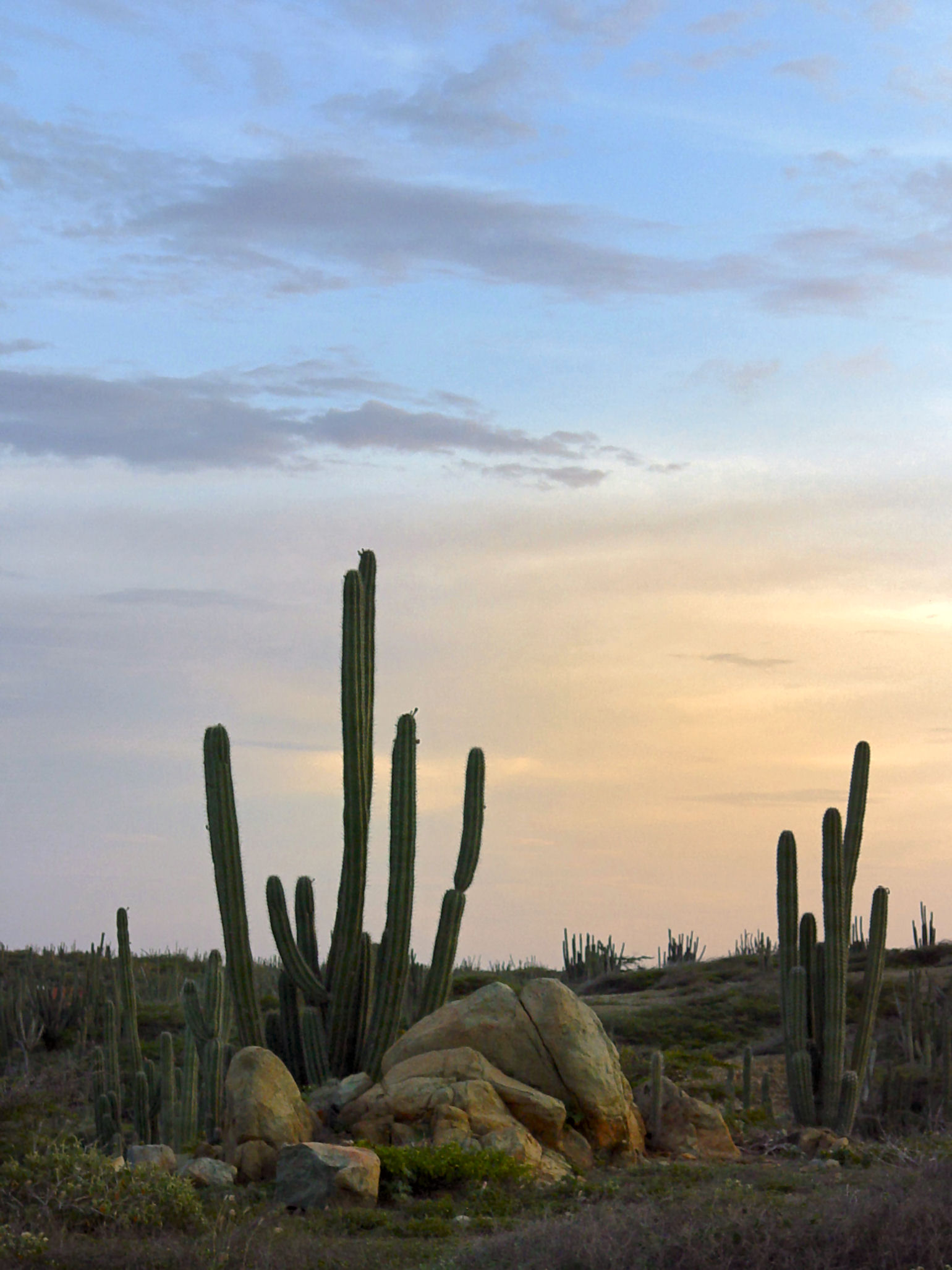
Op Aruba
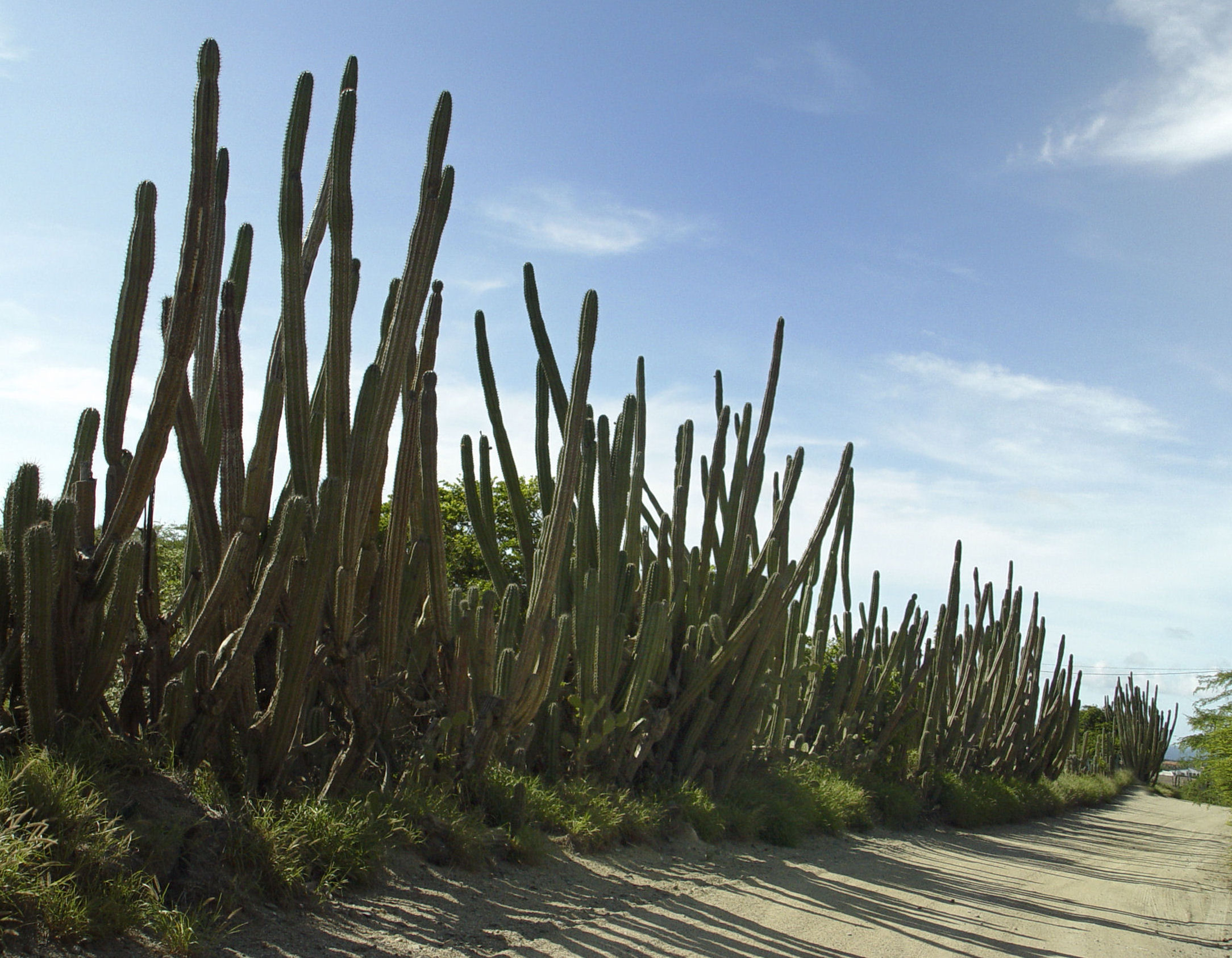
Op Aruba
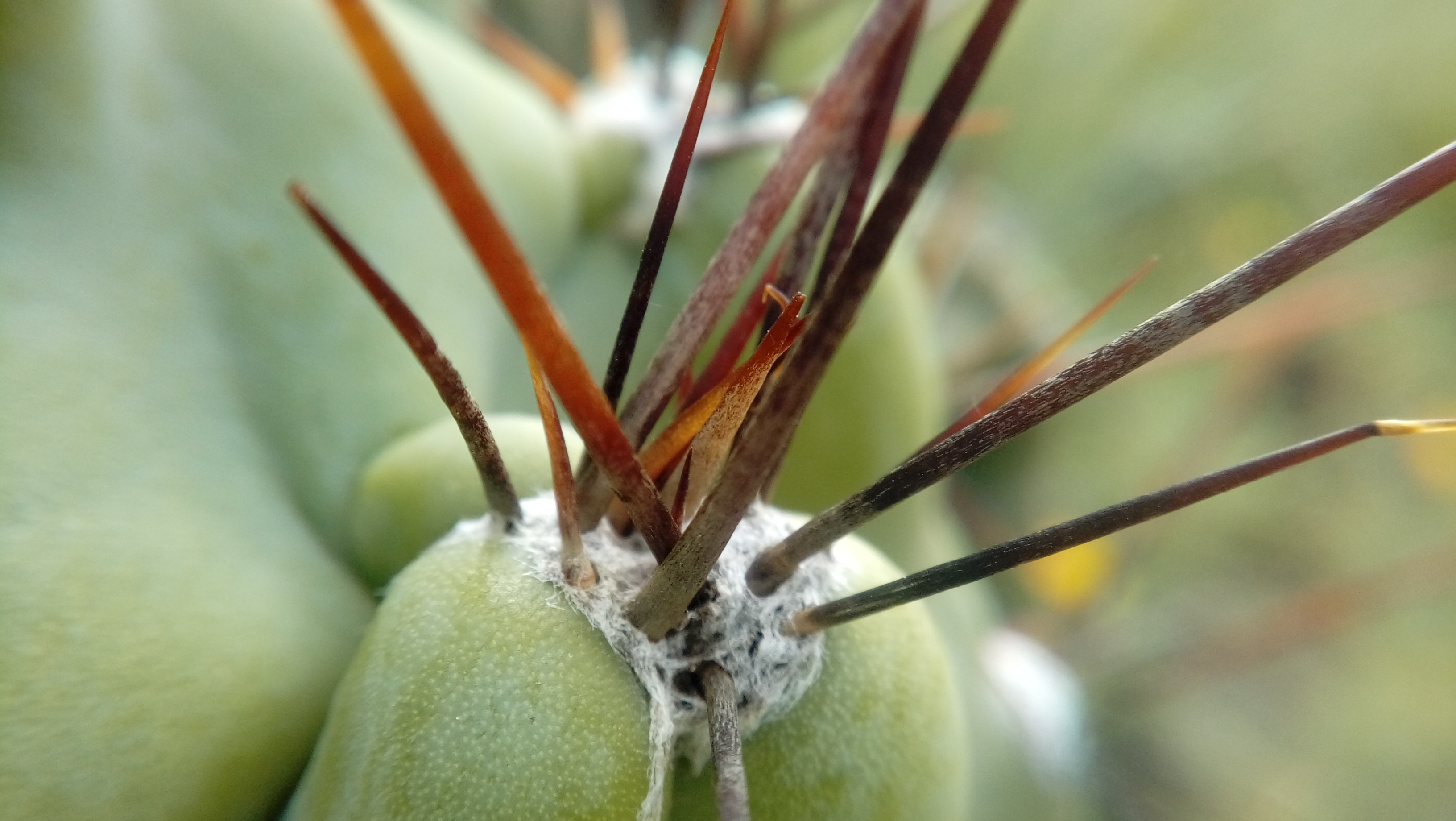
De stekels
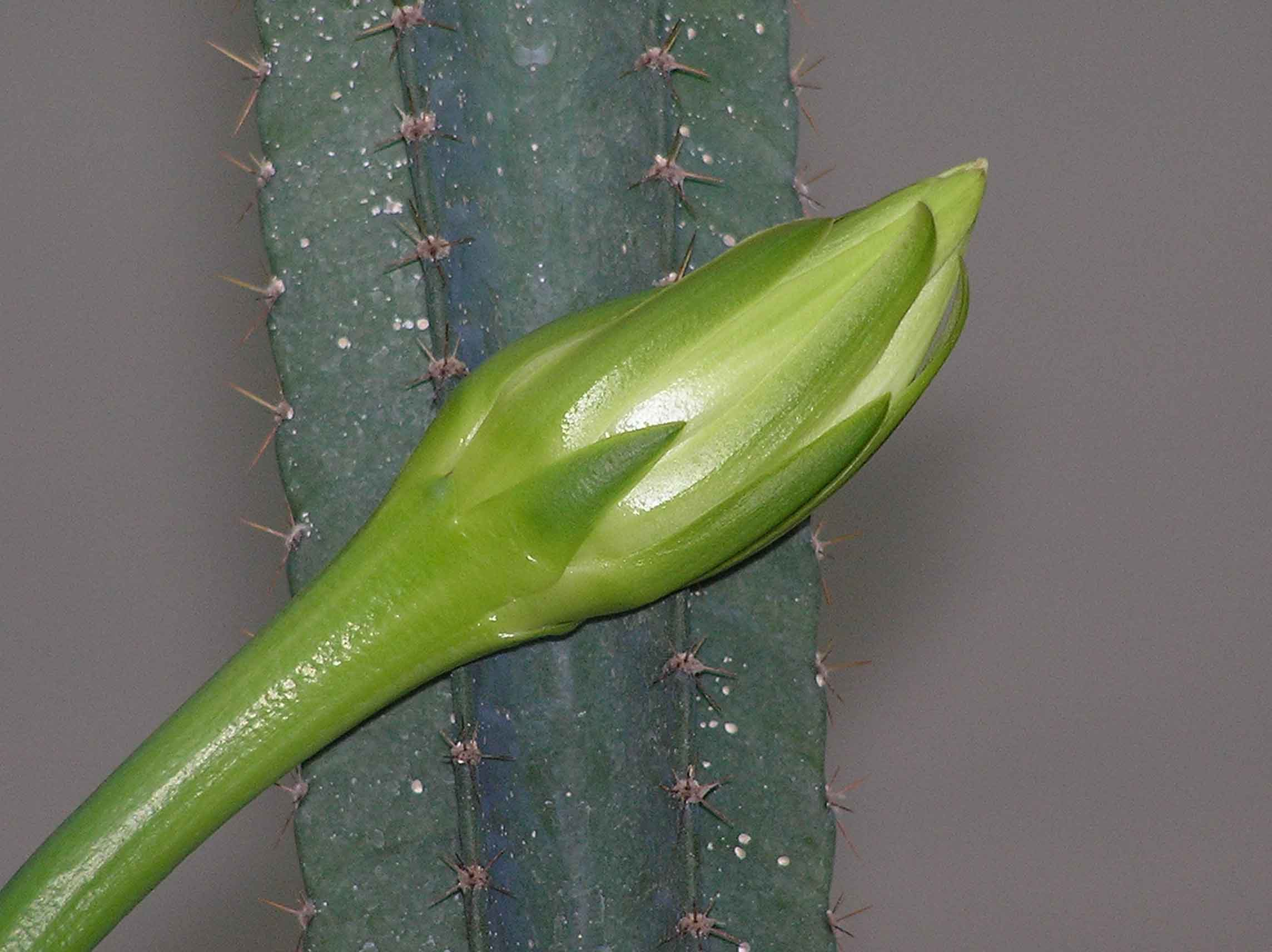
Bloemknop in Hong Kong